# Phlogacanthus cymosus
Phlogacanthus cymosus är en akantusväxtart som beskrevs av Wilhelm Sulpiz Kurz. Phlogacanthus cymosus ingår i släktet Phlogacanthus och familjen akantusväxter. Inga underarter finns listade i Catalogue of Life.